# Begonia calvescens
Espèce
Synonymes
- Begonia schenckii var. calvescens Brade ex L.B.Sm. & R.C.Sm.[1]

Begonia calvescens est une espèce de plantes de la famille des Begoniaceae. Ce bégonia est originaire du Brésil. Il a été décrit tout d'abord par Lyman Bradford Smith (1904-1997) et Ruth C. Smith (1908-1982) comme Begonia schenckii var. calvescens, à la suite des travaux de Alexander Curt Brade (1881-1971), puis élevé au rang d'espèce en 2004 par Eliane de Lima Jacques et Maria Candida Henrique Mamede. L'épithète spécifique calvescens est composé de calvus, chauve, et du suffixe escens, ce qui signifie qui devient ou est plutôt, donc « plutôt chauve ».

## Répartition géographique
Cette espèce est originaire du pays suivant : Brésil.